# Дикая дыня
Ди́кая ды́ня (лат. Cucumis trigonus) — вид двудольных растений рода Огурец (Cucumis) семейства Тыквенные (Cucurbitaceae). Впервые описан британским ботаником Уильямом Роксбером в 1832 году.
Родственна культурной дыне (Cucumis melo L.) и к настоящему времени считается её синонимом, однако ряд современных исследователей продолжают изучение дикой дыни как самостоятельного вида растений.

## Распространение и среда обитания
Дикая дыня широко распространена на среднеазиатских территориях бывшего СССР. Общий ареал включает в себя также Индию, Шри-Ланку, Афганистан, Иран и север Австралии.
Типовой экземпляр собран в Индии.

## Ботаническое описание
Стебель длинный, вьющийся.
Листья мелкие, цельнокрайние либо больше выемчатые.
Цветки жёлтые, диаметром до 2,5 см.
Спелые плоды белого цвета. В отличие от культурной дыни, на кусте созревает большое количество плодов, порой до 40—100 штук. Плоды небольшие, в пределах от 4—4,5 см до 12—15 см. Мякоть плодов тонкая, бело-зеленоватая, больше кислая, горькая, реже сладковатая.
Число хромосом — 2n=24.

## Значение
В Афганистане и Центральной Азии — злостный сорняк, растущий на пахотных землях среди культур: кукурузы, джугары, хлопчатника; нередко встречается также на бахчах и виноградниках.